# Кабала (город)
Кабала́ (Кабалака, Кабалак, ал-Хазар, Хазаран) (грабар Կապաղակ (Kapałak); др.-греч. Χαβαλα (Khabala)) — древний город и первая столица Албании Кавказской (до VI века), крупный торговый центр до XV века.

## История
Под названием Кабалака город впервые упоминается в письменных источниках во второй половине I века, точнее в «Естественной истории» Плиния Старшего. О городе «Хабала» пишет Птолемей в своем «Географическом руководстве» во II веке. Торговые связи древней Кабалы были обширны, город был одним из крупнейших в то время центров Кавказской Албании. С 330-х по 462 год здесь находилась кафедра албанского епископа.
Территория города делилась на две части, разъединённые рвом. К северу от рва располагался «Сельбир» а к югу «Кала». По мнению историка Ю. Джафарова название «Сельбир» вероятно происходит от сабир (савир). В период наибольшего расцвета население Кабалы могло составлять около 10 тысяч жителей.
Кабала испытывала частые набеги гуннских племён, савиров и хазар. Хазары владели Кабалой в VII веке и на некоторое время, возможно, превратили город в свой административный центр. Именно поэтому захватившие позже Кабалу арабы называли город также ал-Хазар или Хазаран.
Историк-востоковед А. Крымский, отмечал: «Естественно думать, что административное предпочтение, которое оказали нахлынувшие с императором Гераклием хаканские хазары городу Кабале, а не другому городу албанского левобережья, могло иметь если не исключительную, то все же очень основательную причину как раз в том обстоятельстве, что именно в Кабале уже застали завоеватели-хазары родственный им элемент, давние поселения своих земляков-сабиров».
Правителем Кабалы в X веке был Анбаса ал-А’вар («Одноглазый Лев» [Лео, Левон?]). Согласно В. Минорскому, «Анбаса мог быть отпрыском какой-нибудь албано-армянской семьи». После правил его сын Абд ал-Барра, у которого в 981 году Ширваншах Мухаммед ибн Ахмад захватил город.

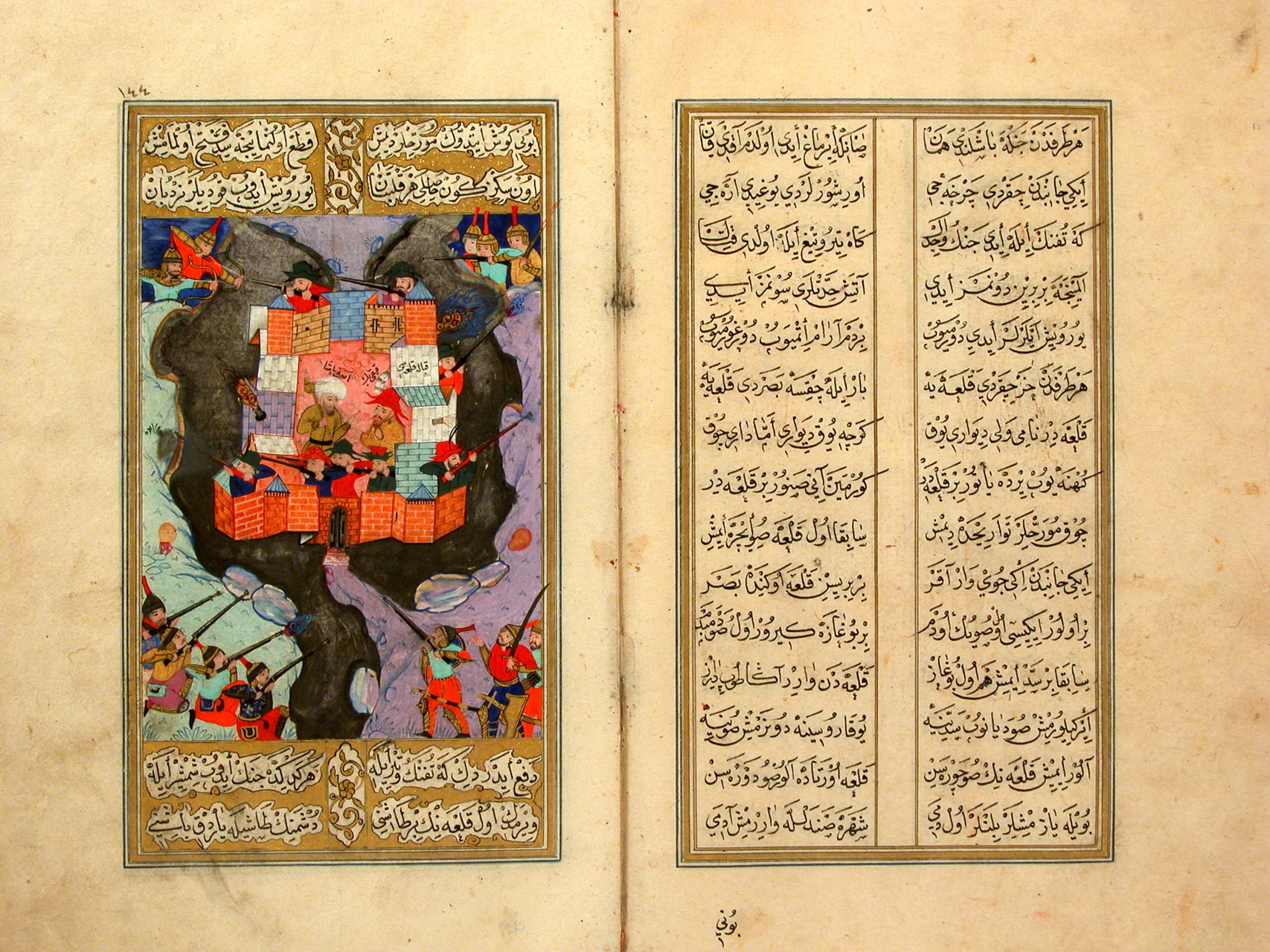
Осада Сефевидами

В XVI веке Кабала была разрушена Сефевидами. Развалины Кабалы находятся в Азербайджане к востоку от села Чухур Габала и к юго-западу от современного города Габала. Развалины цитадели Кабалы занимают площадь более 25 га, к востоку от цитадели — храмовый и гористый участок (более 50 га).

## Раскопки
Археологические раскопки древней Кабалы начались с середины XIX в. (А. Яновский, Давуд-бек Шарифов, Рашид-бек Эфендиев, Исхак Джафарзаде и другие). На сегодняшний день известно, что толщина культурного слоя не менее 5 м.
С I до середины XVIII в. образовались 4 культурных слоя (античного времени, раннего, развитого и позднего средневековья). Это обосновано нумизматическими и другими археологическими материалами.
Именно в Кабале впервые в Азербайджане была найдена кровельная черепица античного времени. Также были найдены осколки керамической посуды античного периода. Это дает основание относить культуру древней Кабалы к кануну или началу нашей эры.
В 1906 г. при раскопках города была найдена древняя шестистрочная надпись, являвшаяся, по-видимому, агванской (албанской). Надпись была вывезена в Петербург, однако по неизвестным обстоятельствам оказалась утеряна.
В культурном слое города, относящемся к IX—XIII вв., обнаружены в большом количестве очаги, тендиры, ямы, линии подземного водопровода из глиняных труб. Производство глазурованной керамики переживало тогда пору своего наивысшего расцвета. Тогда же и начали ставиться на донышках сосудов клейма изготовлявших их мастеров. В экономике города, наряду с земледелием и садоводством, большое место занимали гончарное, ювелирное, стеклодувное дело, производство шелка, ткачество и другие ремесла. Помимо арабских монет IX—X вв., в Кабале найдены монеты аршакидов, ширваншахов, дербентских правителей, Ильдегизидов.
С 1926 года в этом регионе с определенными перерывами проводятся археологические исследования, а с 1959 года исследования проводятся последовательно. В последние годы исследования проводит азербайджано-корейская ассоциация культурного обмена SEBA. В 2014 году в Габале состоялось открытие Габалинского археологического центра, на которой после реставрации в лабораториях демонстрируется около 1500 экспонатов, обнаруженных Габалинской археологической группой Института археологии и этнографии НАНА и корейскими археологами при поддержке SEBA во время раскопок на месте античного города Габалы, на территориях Селбир и Гала.

## Галерея

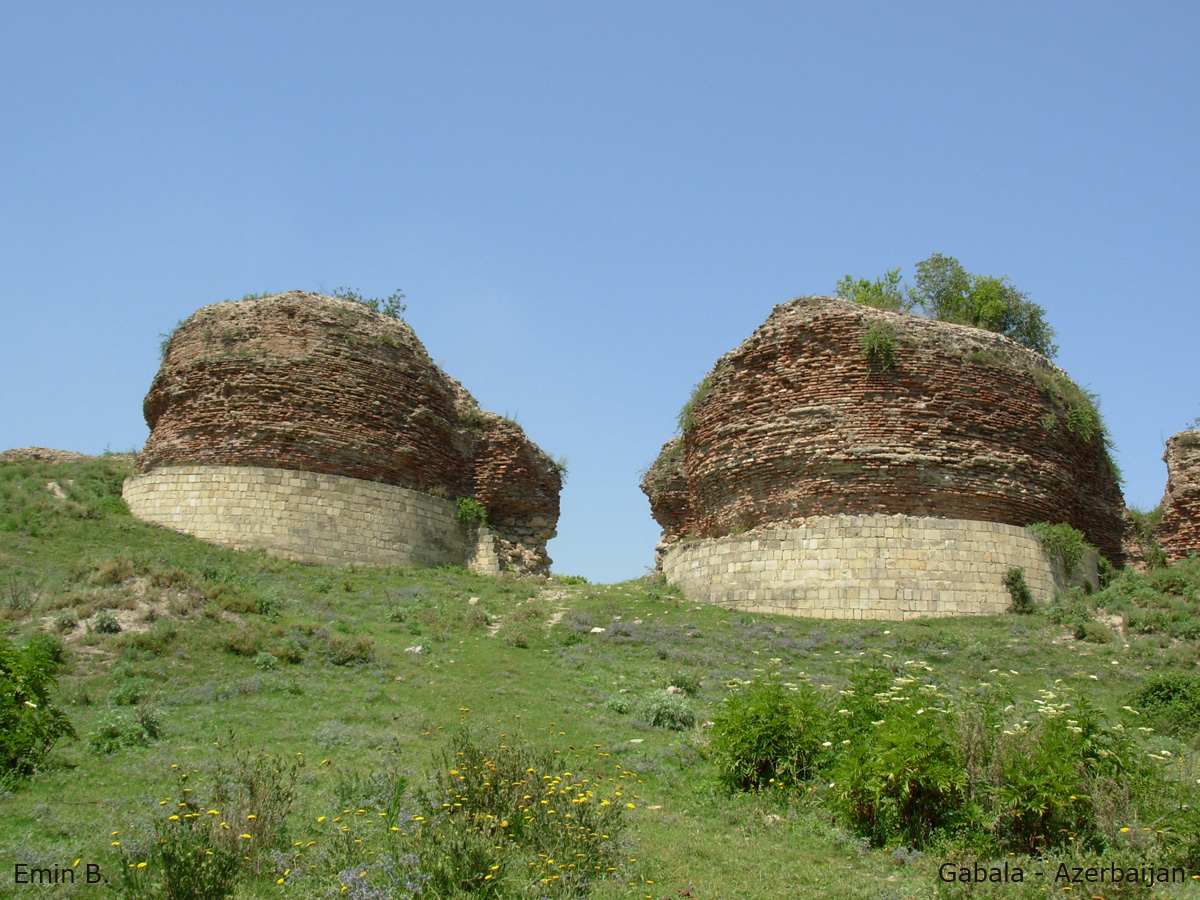
Руины крепостных стен древней Кабалы.
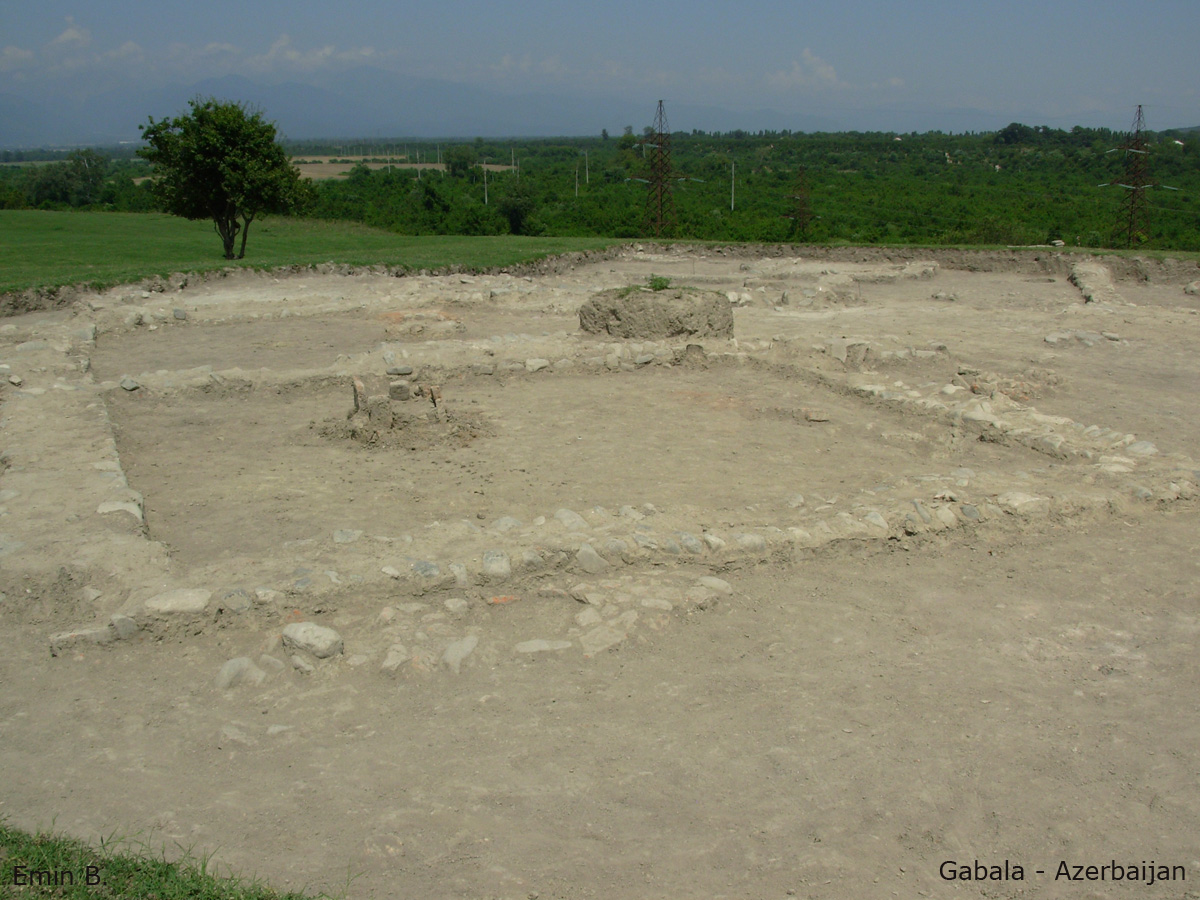
Раскопки древней Кабалы.
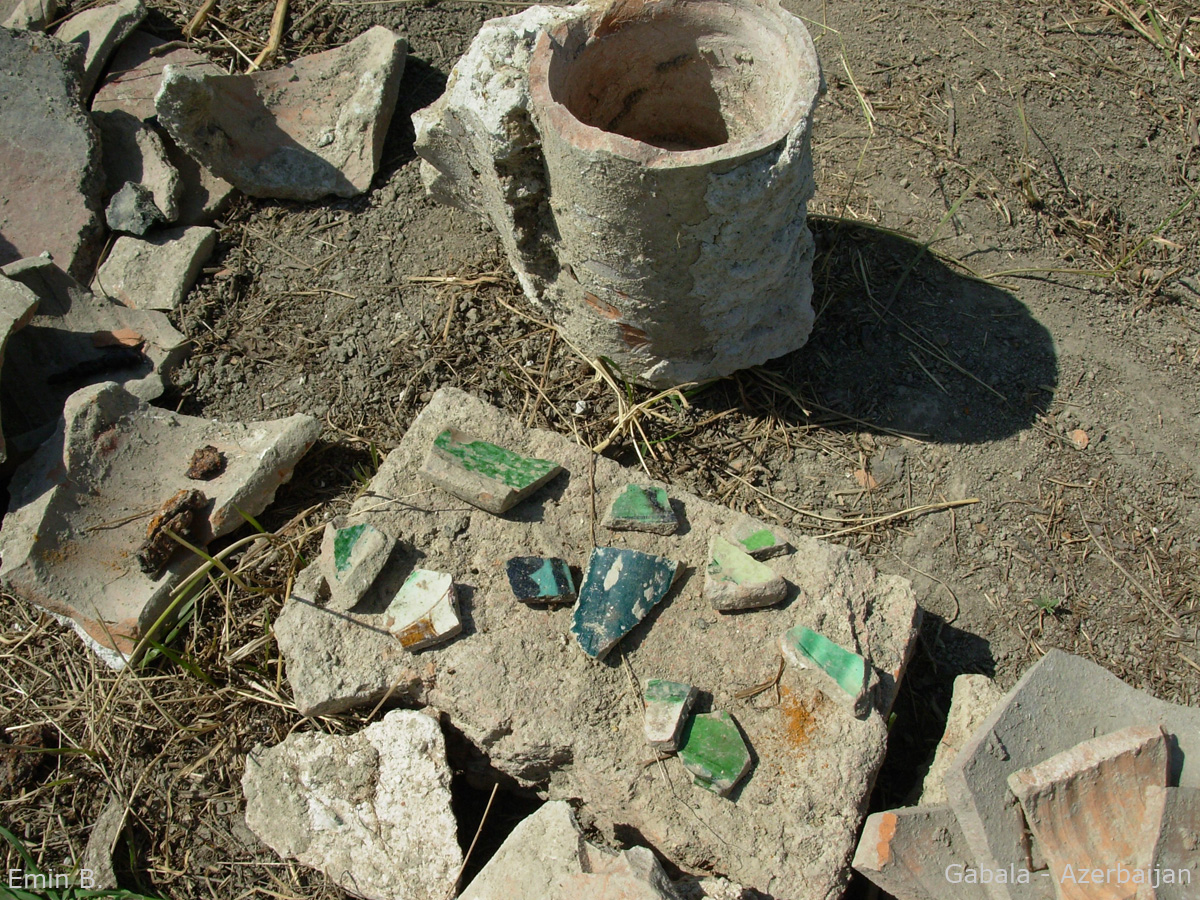
Раскопки древней Кабалы. Осколки глазурованной керамики.
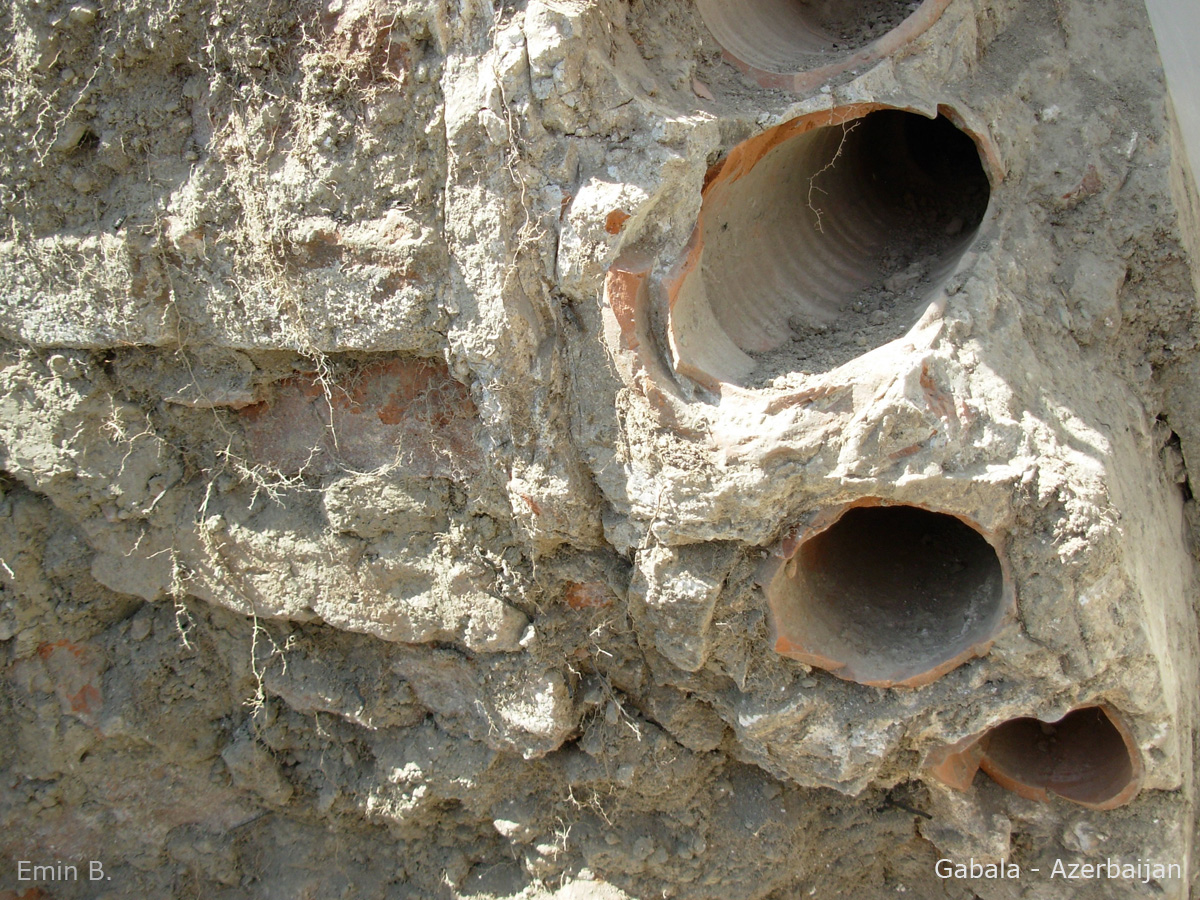
Раскопки древней Кабалы. Керамический трубопровод.
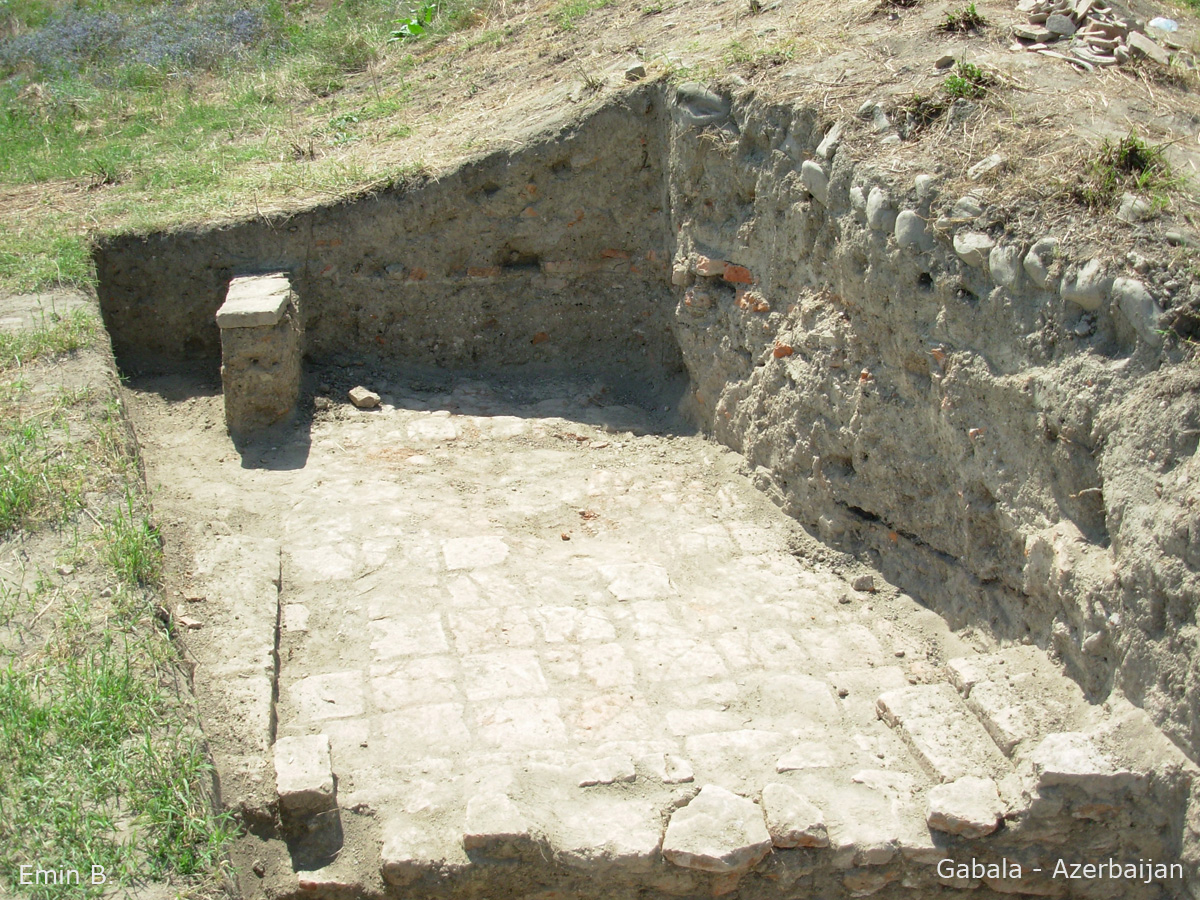
Раскопки древней Кабалы.
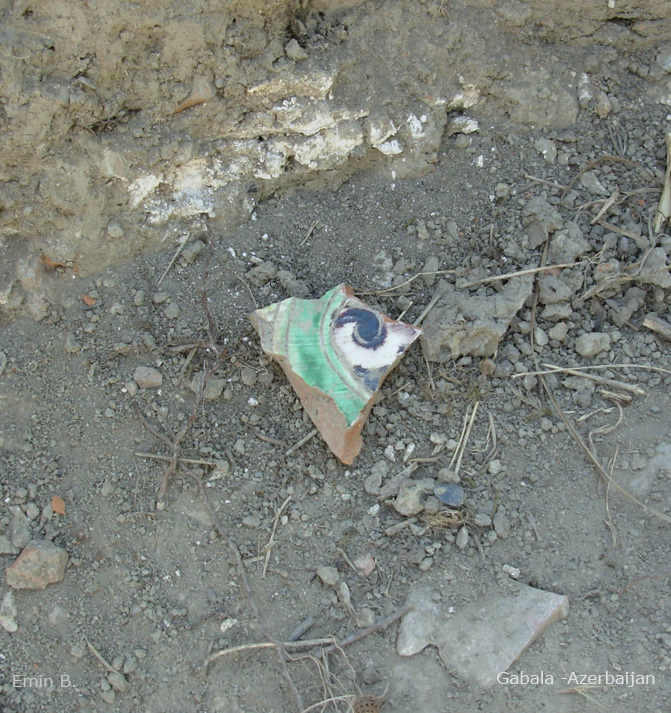
Раскопки древней Кабалы. Осколок глазурованной керамики.
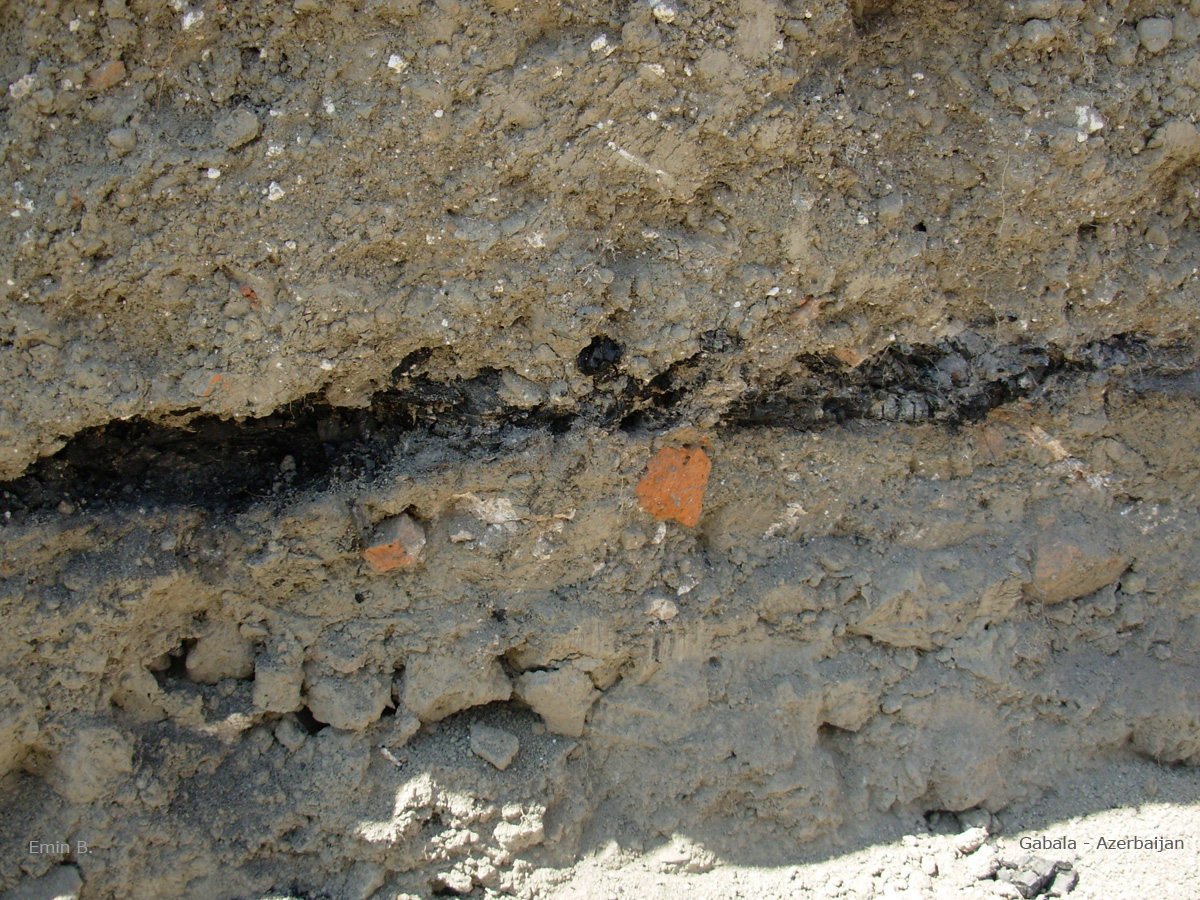
Раскопки древней Кабалы. Слой древесного угля.
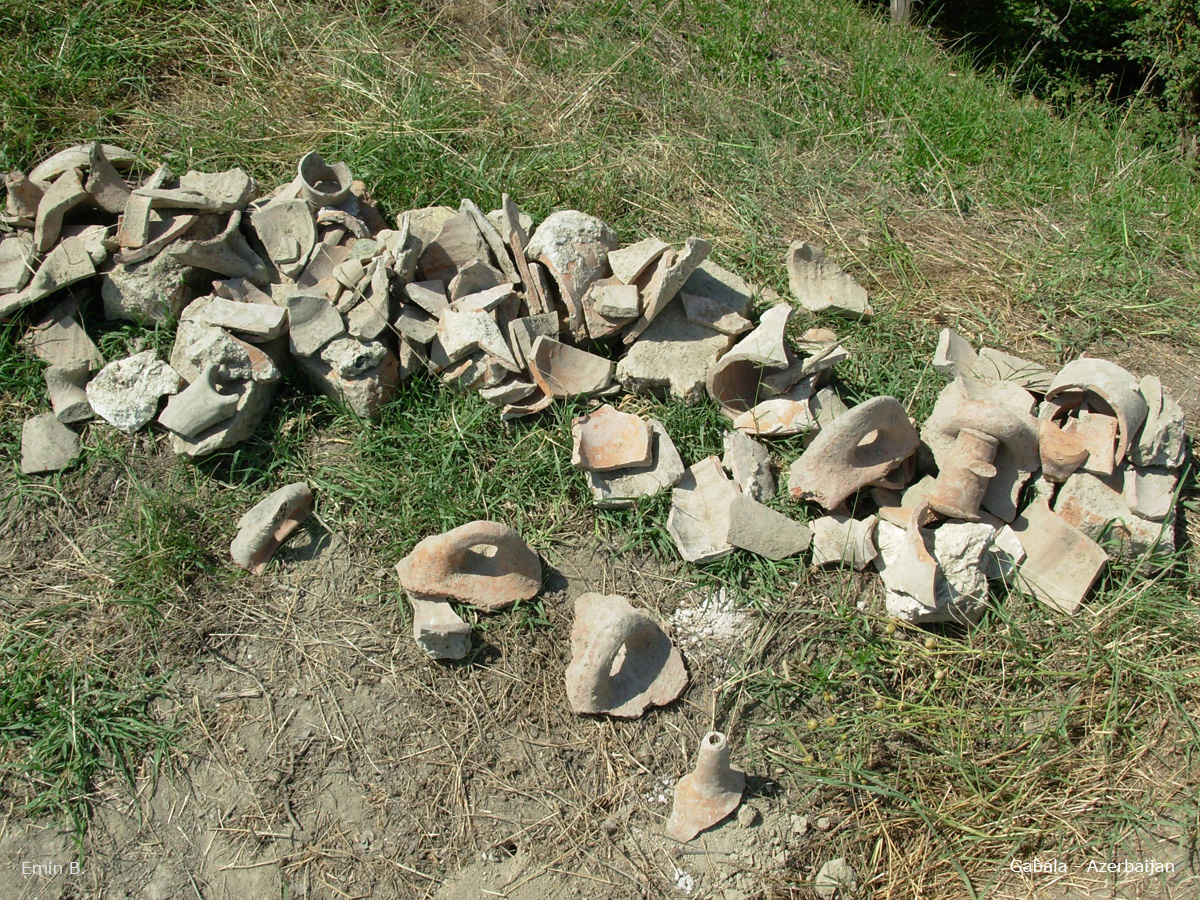
Раскопки древней Кабалы. Осколки керамической посуды.